# Máy va chạm ion nặng tương đối tính
Máy va chạm ion nặng tương đối tính (Relativistic Heavy Ion Collider - RHIC /ˈrɪk/) là máy va chạm ion nặng đầu tiên và là một trong hai máy va chạm proton phân cực spin duy nhất từng được chế tạo. Nằm tại Phòng thí nghiệm quốc gia Brookhaven (BNL) ở Upton, New York và được sử dụng bởi một nhóm các nhà nghiên cứu quốc tế, đây là máy va chạm hạt duy nhất hoạt động ở Mỹ. Bằng cách sử dụng RHIC va chạm các proton phân cực spin với tốc độ tương đối, các nhà vật lý nghiên cứu được dạng nguyên thủy của vật chất tồn tại trong vũ trụ ngay sau Vụ nổ lớn. Bằng cách va chạm các proton phân cực spin, cấu trúc spin của proton được khám phá.
Tính đến năm 2019, RHIC là máy va chạm ion nặng năng lượng cao thứ hai trên thế giới. Kể từ ngày 7 tháng 11 năm 2010, Máy gia tốc hạt lớn (LHC) đã va chạm với các ion chì nặng ở năng lượng cao hơn so với RHIC. Thời gian hoạt động của LHC đối với các ion (va chạm chì-chì và chì-proton) được giới hạn trong khoảng một tháng mỗi năm.
Năm 2010, các nhà vật lý của RHIC đã công bố kết quả đo nhiệt độ từ các thí nghiệm trước đó, kết luận rằng nhiệt độ vượt quá 345 MeV (4 terakelvins hoặc 7 nghìn tỷ độ Fahrenheit) đã đạt được trong các vụ va chạm của ion vàng và nhiệt độ va chạm này dẫn đến sự phá vỡ "vật chất bình thường" và tạo ra plasma quark-gluon giống như chất lỏng.
Vào tháng 1 năm 2020, Văn phòng Khoa học Năng lượng Hoa Kỳ đã chọn thiết kế eRHIC cho máy va chạm ion-electron (EIC) trong tương lai, xây dựng trên cơ sở máy RHIC hiện có tại BNL.